# Монжове
Монжовѐ (на италиански и на френски: Montjovet, на местен диалект: Mondzouèt, Мондзоуе, от 1939 до 1946 г. Mongiove, Монджове) е село и община в Северна Италия, автономен регион Вале д'Аоста. Разположено е на 406 m надморска височина. Населението на общината е 1849 души (към 2010 г.).